# Erateina prodiga
Erateina prodiga là một loài bướm đêm trong họ Geometridae.